# Henry Norris (Unternehmer)
Sir Henry George Norris (* 23. Juli 1865 in Southwark, London; † 30. Juli 1934 Barnes, London) war ein englischer Fußballfunktionär, Unternehmer und Politiker.

## Leben
Norris verdiente sein Geld anfangs mit Immobilien und einem Bauunternehmen, welches Häuser in London, der Hauptanteil lag im Stadtteil Fulham, erbaute. 1918 wurde Norris Bürgermeister des Metropolitan Borough of Fulham, außerdem war er von 1918 bis 1922 im britischen Parlament für die Conservatives vertreten. Im Ersten Weltkrieg diente er als Rekrutierungs-Offizier. Wegen seines unermüdlichen Einsatzes im Weltkrieg wurde er zum Ritter geschlagen und ihm wurde der Rang eines Oberst der britischen Armee zugesprochen. Norris war auch als Freimaurer bekannt. Er war ein bekannter Wohltäter und hatte eine gute Beziehung zum damaligen Erzbischof von Canterbury.
Norris war Präsident des FC Fulham. 1910 wurde er Vorsitzender des FC Arsenal, damals Woolwich Arsenal, nachdem sich der Klub in großen finanziellen Nöten befand. Norris war die treibende Kraft des FC Arsenal, die das Team vom alten Stadion Manor Ground zum Highbury umsiedelte. 1913 wurde das Stadion eröffnet und ein Jahr wurde der Klub in FC Arsenal umbenannt. 
Norris starb 1934 im Alter von 69 Jahren an einem Herzinfarkt.